# День працівників целюлозно-паперової промисловості
Де́нь працівникі́в целюло́зно-паперо́вої промисло́вості — професійне свято України. Відзначається щорічно у третю суботу жовтня.

## Історія свята
Свято встановлено в Україні «…на підтримку ініціативи працівників целюлозно-паперової промисловості України…» згідно з Указом Президента України «Про День працівників целюлозно-паперової промисловості» від 1 жовтня 2008 р. № 885/2008.
Із поновленням Дня працівників целюлозно-паперової промисловості День працівника лісу перестав бути професійним святом, зокрема, працівників целюлозно-паперової промисловості (залишившись святом працівників лісового господарства, лісової, деревообробної промисловості).